# Ichthydium crassum
Ichthydium crassum är en djurart som tillhör fylumet bukhårsdjur, och som beskrevs av Daday 1905. Ichthydium crassum ingår i släktet Ichthydium och familjen Chaetonotidae. Inga underarter finns listade i Catalogue of Life.